# Blockören
Blockören is een Zweedse eiland behorend tot de Lule-archipel. Het eiland ligt ten westen van Storbrändön. Het heeft geen oeververbinding en is onbebouwd.